# Куперло, Джованни
Джованни «Джанни» Куперло (итал. Giovanni «Gianni» Cuperlo; род. 3 сентября 1961, Триест) — итальянский политик.

## Биография
В 1980 году окончил классический лицей Франческо Петрарки в Триесте, в 1985 году завершил курс дисциплин искусства, музыки и театра (DAMS) в Болонском университете. Рано занялся политикой в Итальянской коммунистической молодёжной федерации (FGCI), впоследствии стал последним её лидером и первым лидером новой организации — «Молодые левые» (Sinistra giovanile), а в 1992 году вошёл в правление Демократической партии левых сил. С начала 1990-х тесно связан с Массимо Д’Алема, стал его литературным помощником. В 1996 году именно Куперло предложил использовать «Народную песню» Ивано Фоссати в качестве гимна левоцентристов в избирательной кампании, завершившейся победой «Оливкового дерева» Романо Проди. В 2001 году вошёл в национальный секретариат Левых демократов, где отвечал за связи с общественностью. В 2007 году вступил в новорождённую Демократическую партию.
В 2006 году избран в Палату депутатов Италии, в 2008 и 2013 годах переизбран.
Выдвинул свою кандидатуру на выборах национального секретаря ДП 8 декабря 2013 года, где с 18,21 % голосов занял второе место, значительно проиграв Маттео Ренци (67,55 %). В общей сложности в голосовании участвовали 2,8 миллиона человек. 15 декабря 2013 года Национальная ассамблея ДП избрала Купрело на вторую по влиятельности должность в партии — председателя.
Однако, уже 21 января 2014 года, на следующий день после устной перепалки с Маттео Ренци на заседании правления партии при обсуждении проекта нового избирательного закона «Италикум», Куперло счёл себя оскорблённым и ушёл в отставку с должности председателя, заявив, что желает сохранить за собой свободу всегда говорить то, что он думает.
4 марта 2017 года Куперло обратился к ассамблее движения SinistraDem в Риме с призывом поддержать кандидатуру Андреа Орландо на предстоявших выборах лидера Демократической партии.
В январе 2018 года отверг предложение правления Демократической партии выставить свою кандидатуру в Сассуоло на очередных парламентских выборах, заявив: «Надеюсь, найдётся кандидат, который будет чувствовать себя своим в этих местах».
25 сентября 2022 года по итогам досрочных парламентских выборов прошёл в Палату депутатов по списку Демократической партии в первом многомандантном округе первой секции Ломбардии.